# Markus Stemler
Markus Stemler (* 24. Dezember 1979 in Elsterwerda) ist ein deutscher Toningenieur.

## Leben
Stemler wurde 1979 in Elsterwerda im Bezirk Cottbus geboren und studierte von 2001 bis 2007 Filmsound an der Filmuniversität Babelsberg Konrad Wolf. Bereits während des Studiums war er an seinem ersten Film Katja kann fast alles beteiligt. Im Jahr 2006 arbeitete er an Das Parfum – Die Geschichte eines Mörders als seinem ersten großen Film mit. Einen ersten Höhepunkt erreichte seine Karriere 2013, als er mit Cloud Atlas für den Deutschen Filmpreis nominiert wurde. Bereits ein Jahr später erhielt er weitere Nominierungen für seine Arbeit als Toningenieur an Rush – Alles für den Sieg. In den folgenden Jahren arbeitete er an verschiedenen Filmen mit. Im Jahr 2022 war er an Im Westen nichts Neues beteiligt, für den er mit einem Oscar in der Kategorie Bester Ton nominiert wurde und den Deutschen Filmpreis gewann.
Ende Juni 2023 wurde Stemler Mitglied der Academy of Motion Picture Arts and Sciences.

## Filmografie (Auswahl)
- 2005: Katja kann fast alles (Kurzfilm)
- 2006: Das Parfum – Die Geschichte eines Mörders
- 2007: Warum Männer nicht zuhören und Frauen schlecht einparken
- 2009: The International
- 2009: Deutschland 09
- 2009: Ajami
- 2009: Soul Kitchen
- 2010: Rammbock
- 2010: Zeiten ändern dich
- 2010: Orly
- 2010: Drei
- 2010: Brownian Movement
- 2011: Wer rettet Dina Foxx?
- 2011: Arschkalt
- 2011: Verwundete Erde
- 2012: Russendisko
- 2012: Cloud Atlas
- 2013: Rush – Alles für den Sieg
- 2014: A Most Wanted Man
- 2014: Hectors Reise oder die Suche nach dem Glück
- 2014: Citizenfour
- 2015: Macbeth
- 2015: Im Herzen der See
- 2015: Manifesto
- 2016: Ein Hologramm für den König
- 2016: Das Morgan Projekt
- 2016: Assassin’s Creed
- 2018: Suspiria
- 2018: Outlaw King
- 2019: Babylon Berlin (Fernsehserie)
- 2020: His House
- 2021: Tides
- 2021: Gunpowder Milkshake
- 2021: The King’s Man: The Beginning
- 2022: Im Westen nichts Neues
- 2023: Der Schwarm (Fernsehserie)
- 2024: Crooks (Fernsehserie)

## Auszeichnungen (Auswahl)
- 2013: Deutscher-Filmpreis-Nominierung in der Kategorie Beste Tongestaltung für Cloud Atlas
- 2014: Satellite-Award-Nominierung in der Kategorie Bester Ton für Rush – Alles für den Sieg
- 2014: BAFTA-Nominierung in der Kategorie Bester Ton für Rush – Alles für den Sieg
- 2021: Deutscher-Filmpreis-Nominierung in der Kategorie Beste Tongestaltung für Tides
- 2023: BAFTA in der Kategorie Bester Ton für Im Westen nichts Neues
- 2023: Oscar-Nominierung in der Kategorie Bester Ton für Im Westen nichts Neues
- 2023: Deutscher Filmpreis in der Kategorie Beste Tongestaltung für Im Westen nichts Neues